# Philippe Longchamps
Philippe Sébastien Longchamps, född 7 maj 1974 och uppväxt i Sherbrooke i Quebec i Kanada, är en kanadensisk-svensk lärare. Han har forskat i historia, särskilt chilensk nutidshistoria och pedagogik, och är nu lärare vid Bilingual Montessori School of Lund (BMSL).
I maj 2020 tilldelades Philippe Longchamps utmärkelsen ”Sveriges bästa lärare 2020” av Handelskammaren (Sydsvenska industri- och handelskammaren).
Den 19 oktober 2019 fick Philippe ett pris vid Seoul National University of Education för främjande av STEAM (Science, Technology, Engineering, Arts, Mathematics).
Philippe är också grundare och frontfigur för bandet Atlas Volt en oberoende musik duo som bildades i Malmö 2012.

## Publikationer (urval)
- Multilingual Immersion in Education for a Multidimensional Conceptualization of Knowledge: A Case Study of Bilingual Montessori School of Lund Malmö University Electronic Publicering 2015.
- ”Les stratégies de l'opposition chilienne face à Salvador Allende de 1970 à 1973” (2004), s. 189–203 Bulletin d’histoire politique, volym 12, nummer 2,, sidorna 189–203, 2004
- L'attitude du parti de la Democratie chrétienne face au régime de Salvador Allende au Chili entre 1970 et 1973. Mastersavhandling, Université du Québec à Montréal 2002.